# Etketamina
Etketamina – organiczny związek chemiczny z grupy arylocykloheksyloamin będący substancją psychoaktywną zaliczaną do dysocjantów. Jej działanie jest bardzo zbliżone do ketaminy, a efekty obejmują halucynacje wzrokowe przy zamkniętych i otwartych oczach, euforię, efekt pływania (opisywany jako uczucie lewitacji) i typowe dysocjacyjne znieczulenie. W porównaniu z ketaminą, etketamina jest od niej mniej aktywna. Średnie dawki wynoszą 40–60 mg.

Przeczytaj ostrzeżenie dotyczące informacji medycznych i pokrewnych zamieszczonych w Wikipedii.